# Строение Кэцзи (станция метро)
«Строение Кэцзи» (англ. Technology Building; кит. 科技大樓) — станция линии Вэньху Тайбэйского метрополитена, открытая 28 марта 1996. Располагается между станциями «Даань» и «Лючжанли». Находится на территории района Даань в Тайбэе.

## Техническая характеристика
Станция «Строение Кэцзи» — эстакадная с двумя боковыми платформами. На станции есть один выход, оснащённый эскалаторами и лифтом. На станции установлены платформенные раздвижные двери.